# Reine des Reinettes

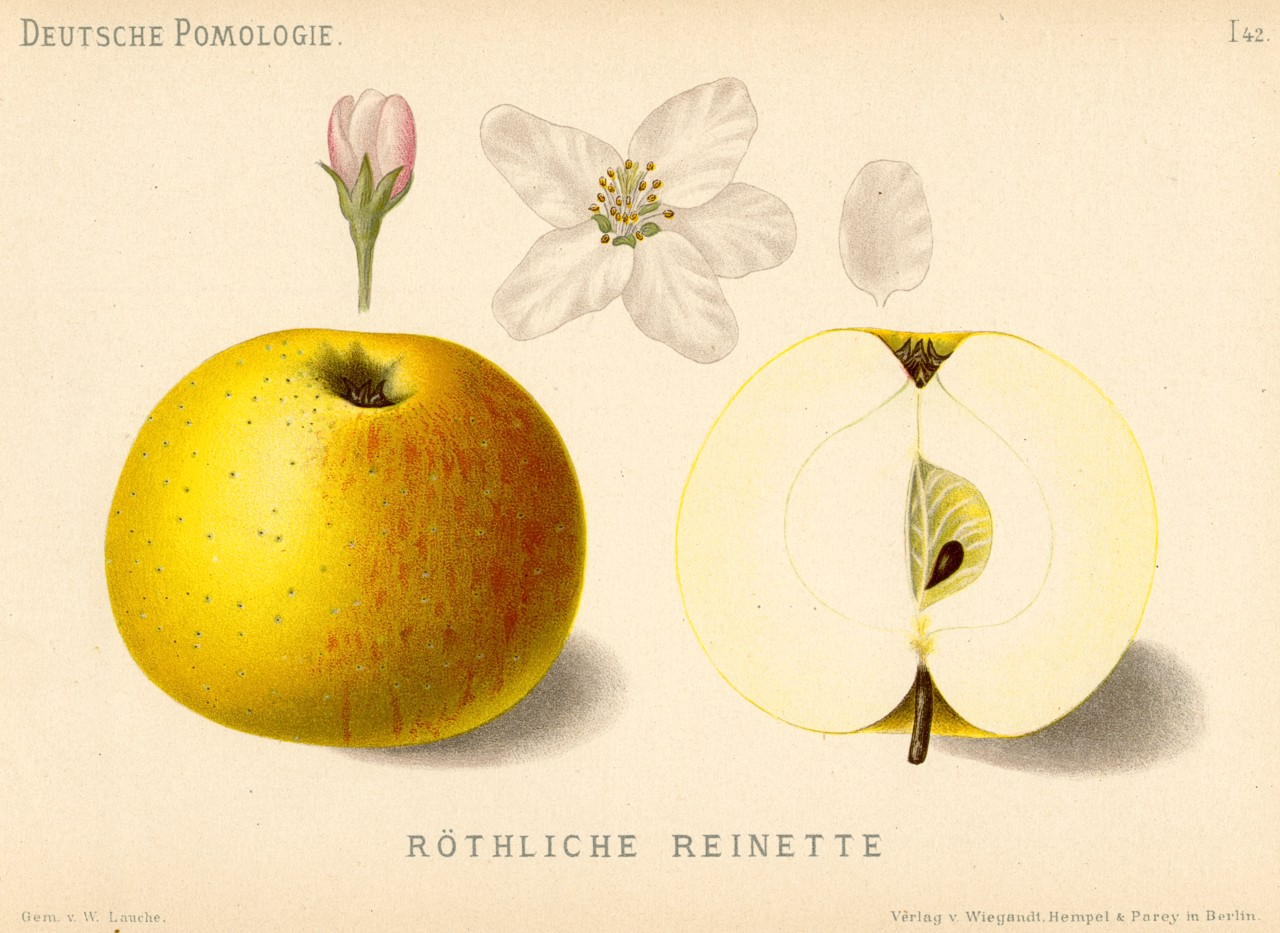
De Reine des reinettes in Deutsche Pomologie.

De Reine des Reinettes is een appelras. De appel is meestal aan het eind van het zomer of aan het begin van de herfst rijp. De belangrijkste eigenschappen zijn:
- een zure appel
- lange bewaartijd
- sterke soort
- grote opbrengst

Het oppervlak is dik, tamelijk oneffen, dofgeel en met grijze stippen en rode strepen. Het vruchtvlees is bleekgeel, krokant, sappig en zurig van smaak. De bloemsteel is van gemiddelde lengte en stevig.
Reine des Reinettes worden veel gebruikt in desserts, onder andere voor het bereiden van Tarte tatin. Ze zijn ook geschikt om te verwerken in appelgebak.
In 1975 maakte het INRA van Angers een mutatie die eerder rijp was en fellere kleuren had. Deze variant op de Reine des Reinettes staat bekend als Belrène (waarschijnlijk een samentrekking van belle reine, "schone koningin").